# Akadirularan
Akadirularan ist eine osttimoresische Siedlung im Suco Foho-Ai-Lico (Verwaltungsamt Hato-Udo, Gemeinde Ainaro).
Das kleine Dorf befindet sich im Nordosten der Aldeia Ainaro-Quic auf einer Meereshöhe von 93 m. Akadirularan liegt am Südufer des Ukasa. Folgt man dem Flusslauf nach Südosten kommt man nach Bobe, dem Hauptort der Aldeia. Nach Nordwesten führt eine kleine Straße in den Nachbarort Buifu.